# 舟山广播电视总台
舟山广播电视总台，是中华人民共和国浙江省舟山市的一个广播电视播出机构，2003年由原舟山人民广播电台、舟山电视台的基础上成立。

## 历史沿革
舟山人民广播电台于1957年3月筹建，同年10月20日正式开始播音，是中国第一座地区级广播电台，其办台的初衷是为渔业生产和国防建设服务。
舟山电视台的前身为1970年初筹建的舟山电视差转台，同年10月1日成功转播上海电视台节目。1972年，舟山调频电视转播台工程启动，1973年建成，用2频道转播中国中央电视台节目，并用6频道试播浙江电视台节目。1985年8月24日，原舟山电视调频转播台改为舟山电视台。2000年11月，舟山有线电视台并入舟山电视台。
2003年2月，舟山市广电体制调整，组建舟山广播电视总台，与舟山市广播电视局实行两块牌子一套班子的体制，保留舟山人民广播电台、舟山电视台呼号。2005年5月，舟山广播电视台成为中共舟山市委、舟山市人民政府领导下的独立的广播电视新闻媒体。
2005年5月20日，舟山广播电视台网站（舟山广电海洋宽频网）经国家广电总局批准设立。2006年和2007年，舟山广播电视台深化内部机制改革，先后实施广播频率制和电视频道制改革，并实行总监负责制。

## 电视频道
新闻综合频道
- 舟山新闻
- 汪大姐来了
- 有啥说啥
- 生活我做主
- 平安舟山
- 渔农天地

公共频道
- 讲拨侬听（舟山话播出）
- 定海新闻

就业服务频道
- 就业直通车

## 广播频率
- 新闻综合广播（FM99.8）
- 交通经济广播（FM97）
- 汽车音乐广播（FM91）